# Arevajach

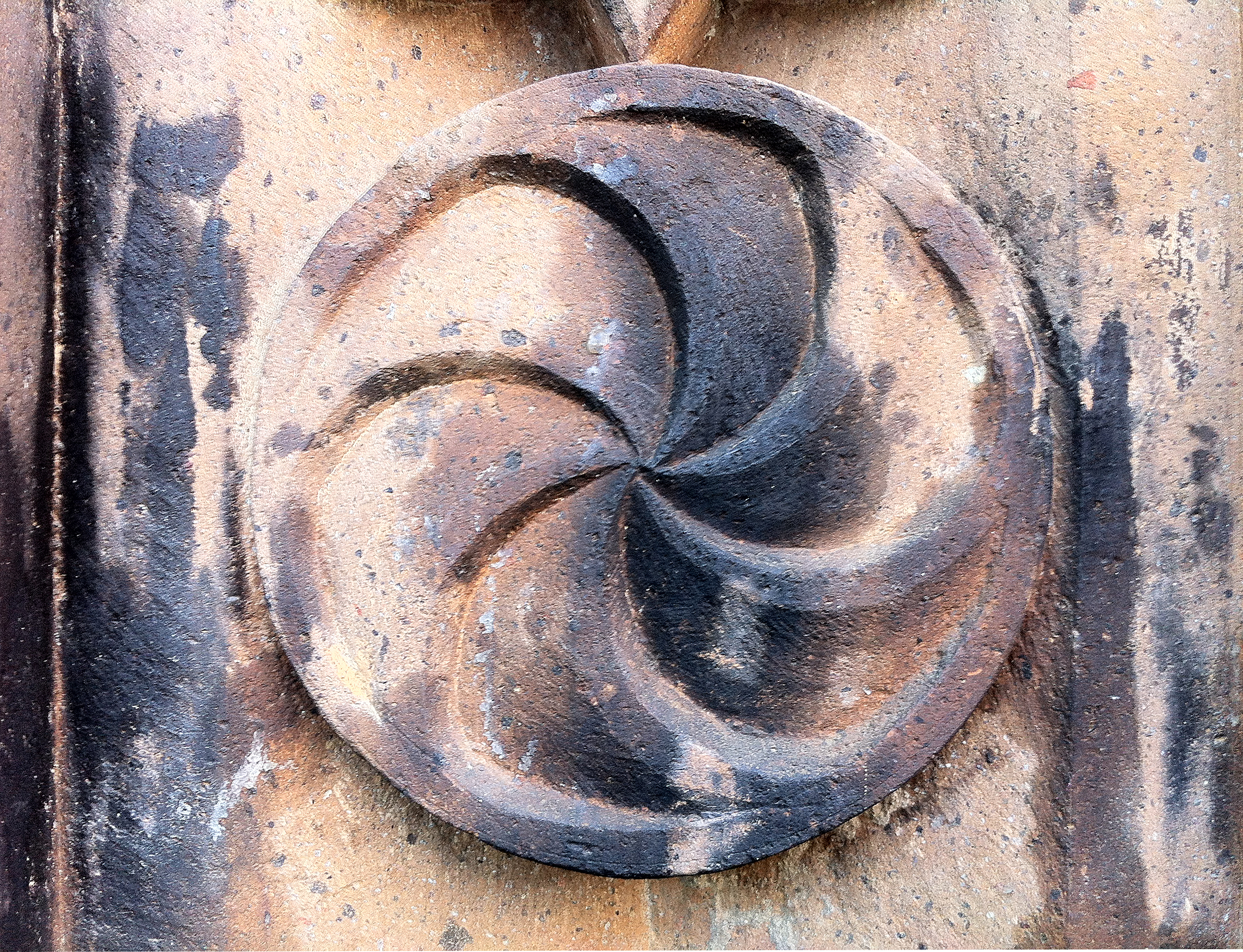
El arevajach clásico

El Arevakhach («֍» o «֎» símbolos; en armenio: Արևախաչ; o Paterazmakhach, Kerakhacg, Khachatev,) es uno de los símbolos antiguos del pueblo armenio. En el Reino de Armenia los arevakhaches fueron aplicados a los escudos, objetos de la vida cotidiana, ropa, banderas y como motivo arquitectónico y decorativo en iglesias y casas.

## Lectura recomendada
- Abraham Shahinyan. Armenian khatchkars and their engraving (9-13 cent.) — Ereván, 1970. (en armenio)
- Artak Movsisyan. Armenia at 3rd millennium BC — Ereván: Jason publishing house, 2005. (en armenio)
- Ruben Eghiazaryan. Celtic symbol and Armenian tradition, Ereván, Yerevan State University publishing house, 2005 (en ruso)